# Szőllősi Antal
Szöllősi Antal (Makó, 1825. május 23. – Makó, 1899. április 10.) magyar református lelkész.

## Életpályája
Makón tanult; innen került Debrecenbe, ahol 1847–1848 között köztanító volt. 1848-ban megválasztották segédlelkésznek. 1853-tól másodlelkész volt. 1854–1898 között szolgálta a makói reformátusokat. 1873-tól vezető lelkész lett. 1876. november 5-én az újvárosi református templom alapkövét Csécsi Nagy Miklóssal együtt tette le. 1885-ben Földeákon iskolát alapított.

### Munkássága
Önálló kiadványai és dolgozatai arról árulkodnak, hogy még ha nem is művelte szakszerűen a magyar protestantizmus történelmét, széles körű ismereteket szerzett e téren. Választmányi tagja volt a Magyar Protestáns Irodalmi Társaságnak. Elsőként kezdte meg a tanyai iskolák megszervezését. Részt vett a Csanád vármegyei Régészeti és Történelmi Társulat megalapításában is. Helytörténeti írásokat közölt, lapszerkesztő is volt.

## Családja
Szülei Szöllősi István és Ecsedi Eszter voltak. 1856. április 20-án a makó-belvárosi református templomban házasságot kötött Juhász Karolinával (1839–1932). Hét gyermekük született: Lujza Emília (1857–1937), Karolina (1859–1867), Antal (1861–1930), Vilma Flóra (1863-?), Ilona Borbála (1867–1926), Borbála Aranka (1868–1903) és Anna Karolina (1873–1913).

## Művei
- Nazarénusok (Két prédikáció) (Hódmezővásárhely, 1870)
- A nazarénusokról (Debrecen, 1871)
- Sibolti Demeter (1888)
- Viszonválasz helyett appelláta (1891)
- A dunántúli ág. hitv. ev. egyház 1598-iki törvénykönyve (Könyvismertetés, 1892)
- Thury Etele „Dragoni Gáspár”-ja (1896)
- Még egyszer Dragoni (1896)

## Emlékezete
- 1899. áprilisában a Makó-belvárosi Református ótemplom falán áll emléktáblája.[5]

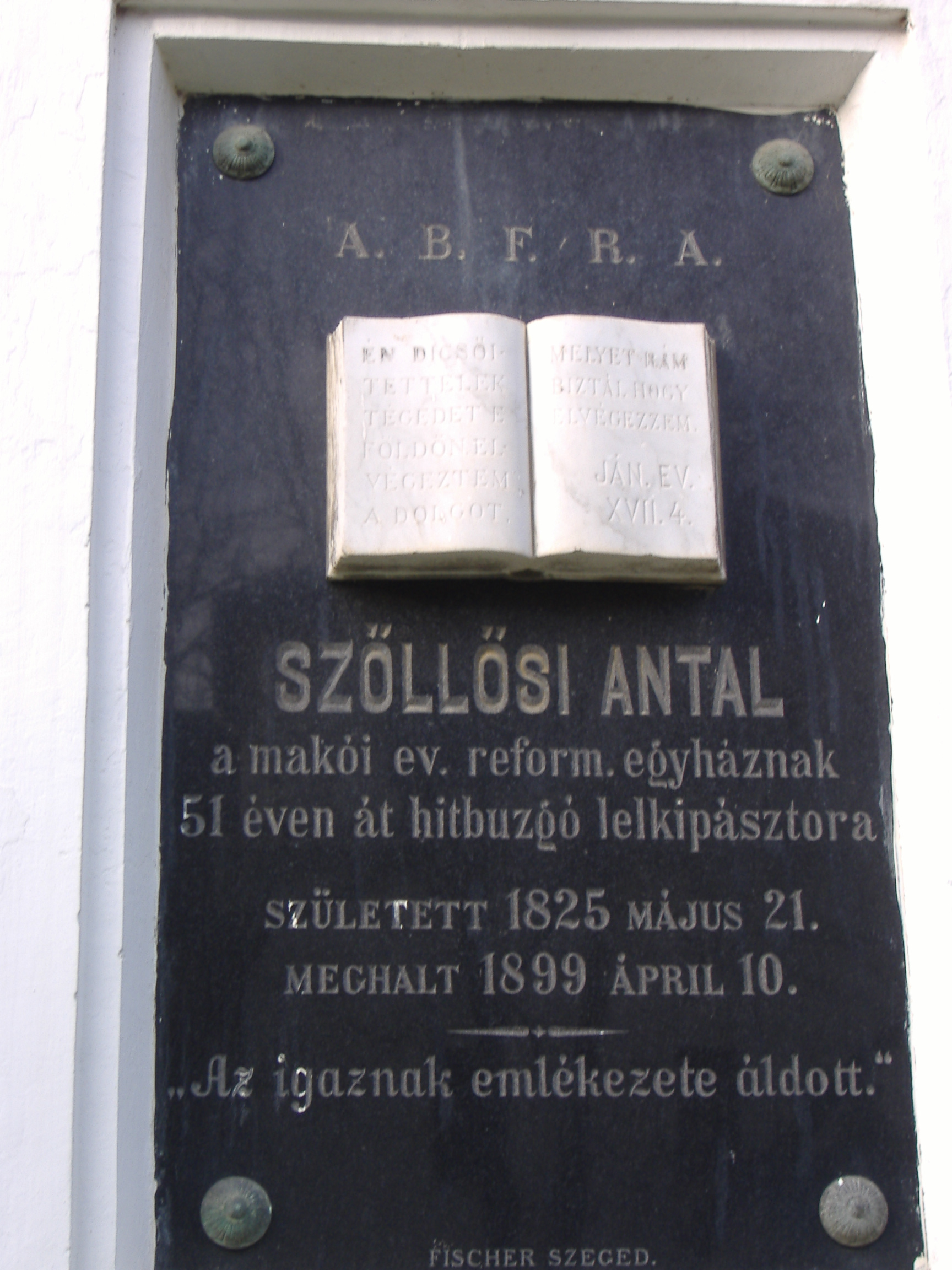
Szőllősi Antal lelkipásztor emléktáblája Makón (Református ótemplom)